# Montreux Music & Convention Centre
Le Montreux Music & Convention Centre (également appelé 2m2c) est un complexe situé à Montreux, dans le canton de Vaud en Suisse. 
Imaginé par l’architecte Pierre Steiner (auditorium Stravinski et verrière), la construction du centre des congrès a aussi pour but de soutenir le développement touristique de la Riviera vaudoise. Inauguré en 1973, le 2m2c est alors composé d’un espace d’accueil modulable et du Miles Davis Hall. Ce n’est qu’en 1993 qu’il ouvre l’auditorium Stravinski et que son apparence définitive se dessine. En 2013, l'impact du 2m2c sur l’économie régionale est de 81 millions de francs. Au niveau de l'emploi, 370 postes équivalent plein temps, dont 250 dans l’hôtellerie sont directement liés au complexe.

## Situation
Le 2m2c est situé au cœur de Montreux, sur les bords du lac Léman, à 10 minutes à pieds de la gare de Montreux. Le site est accessible en transport en commun avec la ligne de trolleybus 201 du réseau VMCV, arrêt Centre des Congrès.

## Histoire

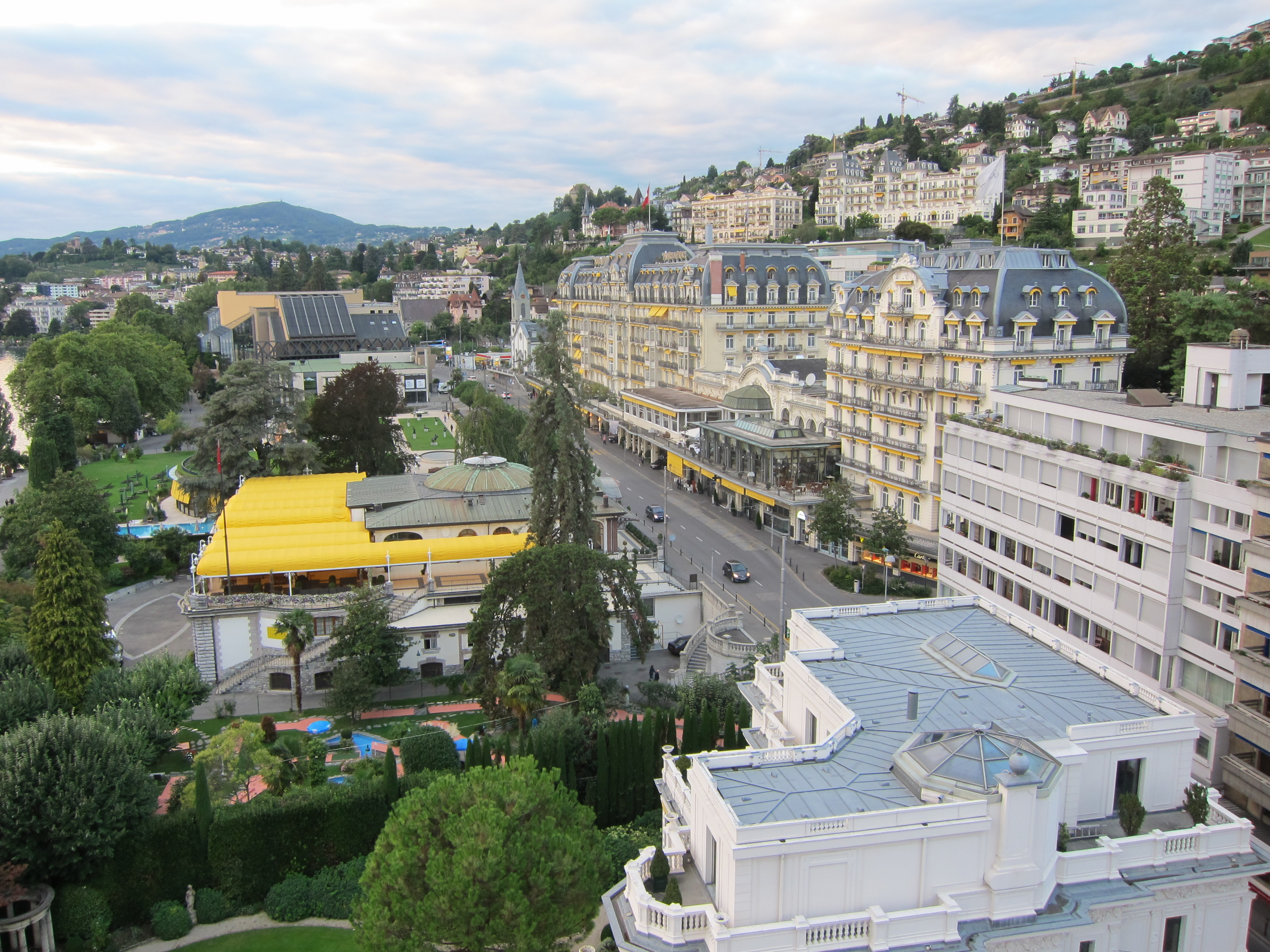
Le 2m2c (au fond à gauche) est a proximité immédiate du non moins connu Montreux Palace.

La région vaudoise cherche à développer depuis de nombreuses années une politique tournée vers le tourisme. La création d’un centre des congrès en 1973 permet ainsi à la ville de Montreux d’attirer une nouvelle forme de tourisme : celui des affaires. Le 2m2c organise environ 80 événements par an, ce qui équivaut à presque 300 000 visiteurs. Différents types d’événements y sont organisés : conférences, congrès, expositions, concerts, séminaires, événements spécialisés ou grand public, de dimension tant locale, nationale ou encore internationale. Cette diversité s'illustre par exemple avec le Montreux Jazz Festival, le Montreux Art Gallery, Polymanga, le Montreux Comedy Festival ou encore le congrès WBCSD.
Entre 2000 et 2010 le Centre des Congrès a accueilli plus de 1,4 million de spectateurs.

### Chronologie
- 1973 : Création du centre des congrès de Montreux
- 1981 : Extension du bâtiment initial et création de la verrière
- 1993 : Inauguration de l’Auditorium Stravinski
- 2005: Arrivée d'un nouveau directeur général Rémy Crégut
- 2006 : Le Centre de Congrès de Montreux prend le nom de Montreux Music & Convention Centre (2m2c)
- 2011 : Rénovation de Auditorium Stravinski pour un montant de 7.5 millions de francs
- 2013 : L'adresse du 2m2c prend le nom de Avenue Claude Nobs en hommage au fondateur du Montreux Jazz Festival, décédé la même année[4].

## Organisation

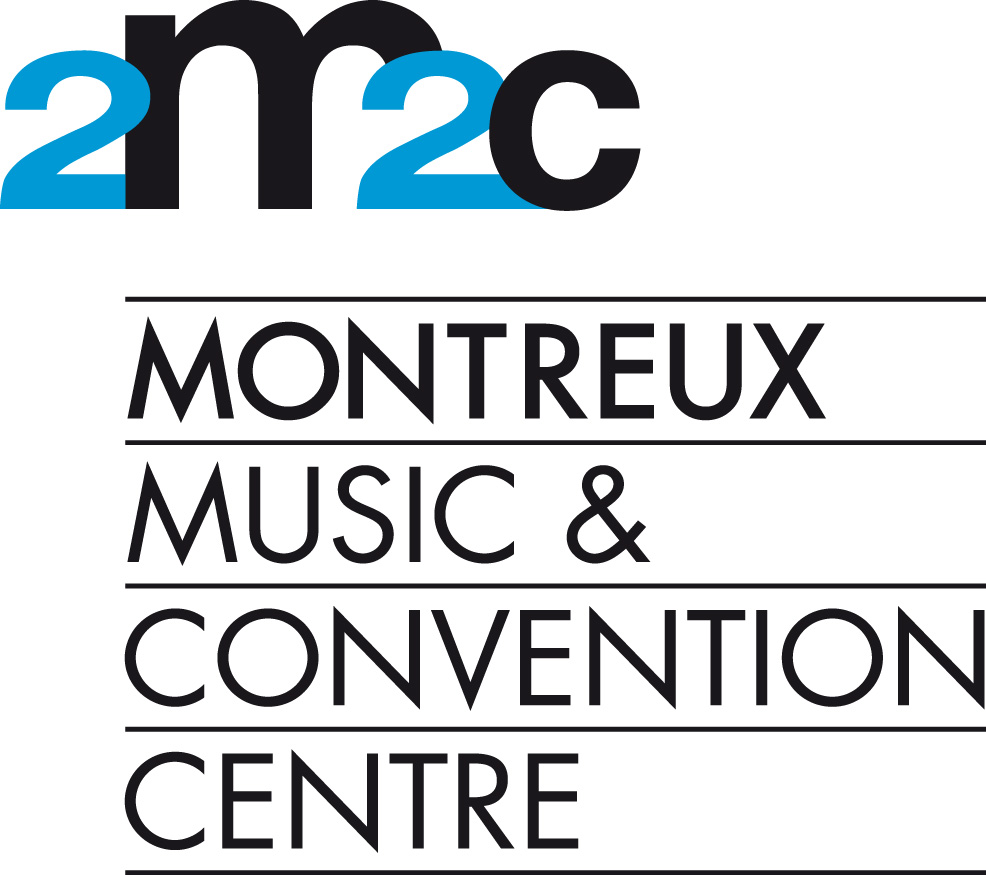

Le Centre de Congrès Montreux SA et les marques commerciales « Montreux Music & Convention Centre » et « 2m2c » sont utilisés en tant qu’appellation du lieu. Le 2m2c compte une trentaine de salariés à temps plein (auxquels viennent s’ajouter des intervenants externes en cas de besoins), et affiche en 2016 un chiffre d’affaires d’environ 6,5 millions de francs. Avec un capital de 1 million de francs, l’ensemble des actions est détenu par la commune de Montreux. 

## Infrastructures
Le 2m2c est un espace de 18 000 m2 modulable qui rassemble le Miles Davis Hall ainsi que l’Auditorium Stravinski.

### Miles Davis Hall

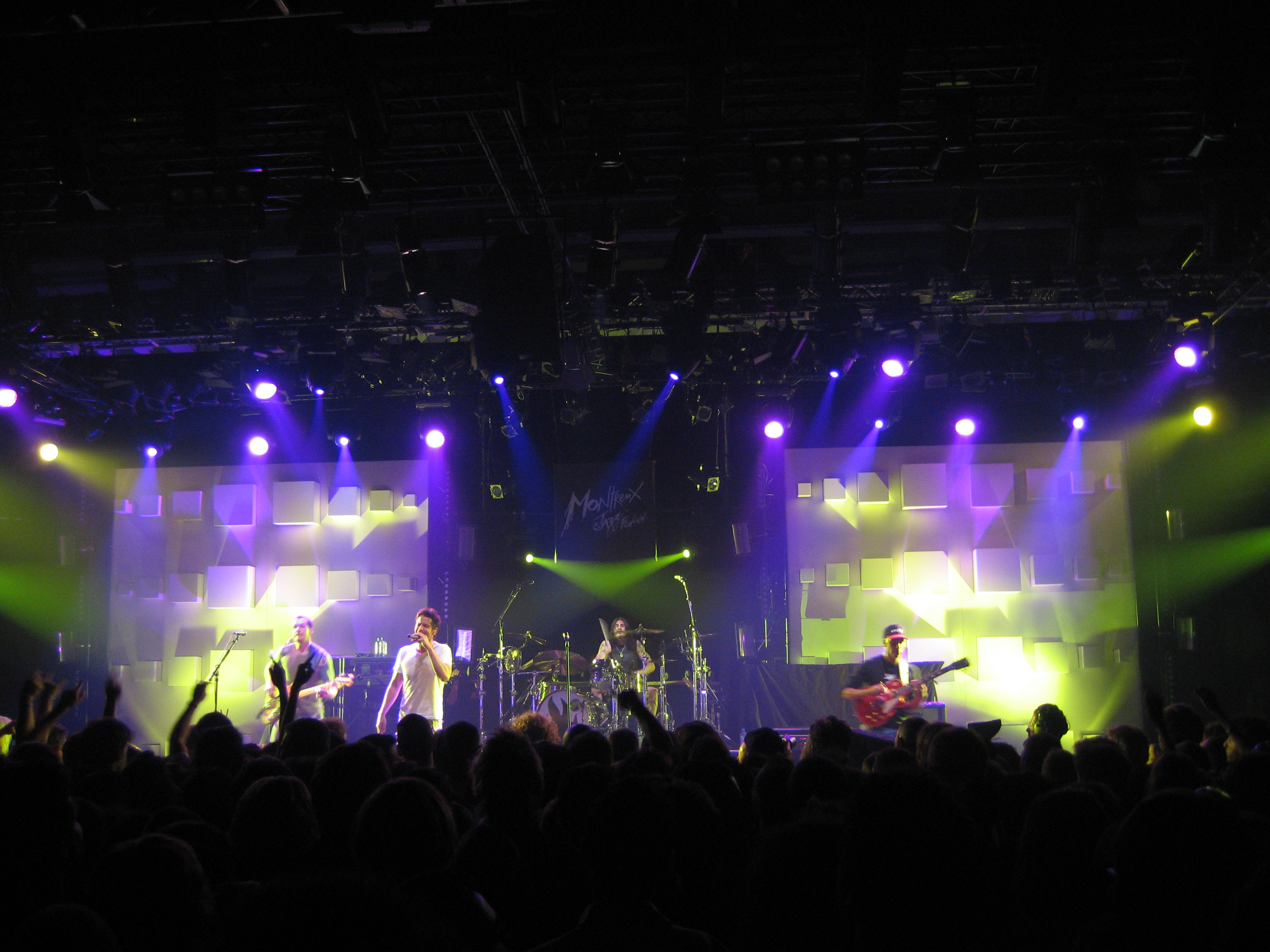
Audioslave au Miles Davis Hall durant le Montreux Jazz Festival de 2005.

En 1973, le compositeur et musicien Miles Davis inaugure le centre des congrès par un concert. Vingt-cinq ans plus tard, le 2m2c décide de renommer cette salle afin de rendre hommage à ce jazzman. Cette salle offre aussi un panorama sur les Alpes et le lac Léman. Espace modulable de 900 m2, la salle peut accueillir au plus 2 000 personnes pour un concert. 

### Auditorium Stravinski

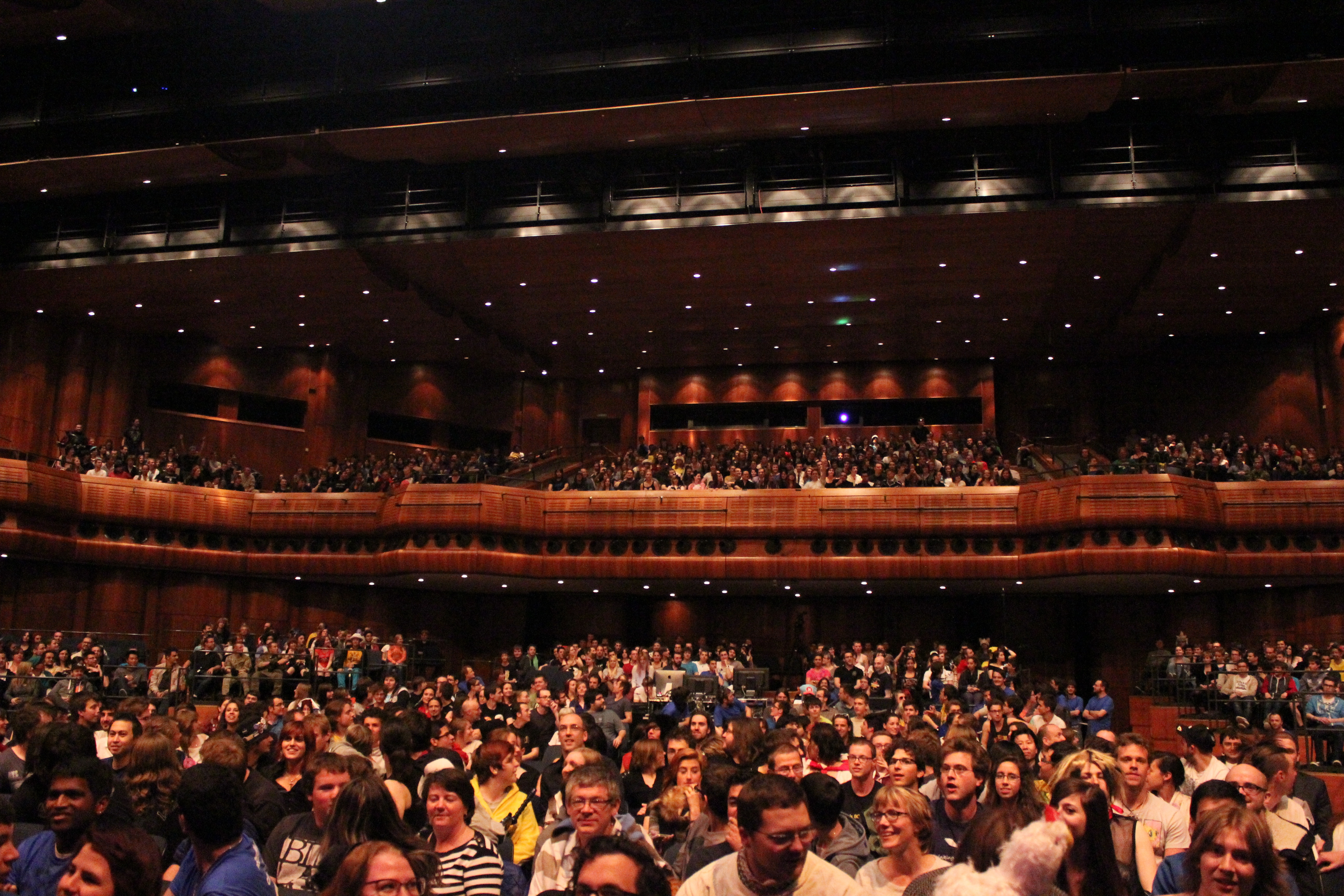
L'auditorium Stravinski durant le concert de Naheulband à Polymanga en 2014.

Initialement construit en 1992 dans le but d’accueillir des concerts de musique classique, l’auditorium Stravinski est désormais ouvert à des événements de tous genres. On peut y organiser des soirées de gala, des conférences ou concerts de musiques variées. Cette structure en bois de cerisier a notamment accueilli des événements de renom tels que le Montreux Jazz Festival, le Septembre Musical ou bien le Montreux Comedy Festival. D’une surface totale de 1 600 m2, sa capacité est de 1 800 places assises et 4000 debout.

## Événements majeurs
- Montreux Jazz Festival
- Polymanga
- Montreux Art Gallery
- Montreux Comedy Festival
- Congrès WBCSD
- Auto-Enchères
- Montreux Tattoo Convention
- Septembre Musical
- Tous en Chœur
- Montreux Choral Festival
- Saison Culturelle de Montreux
- Concours suisse des Brass Band

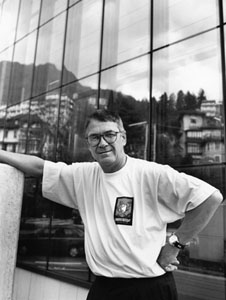
Claude Nobs photographié par Erling Mandelmann devant le Centre des Congrès entre 1977 et 1993.
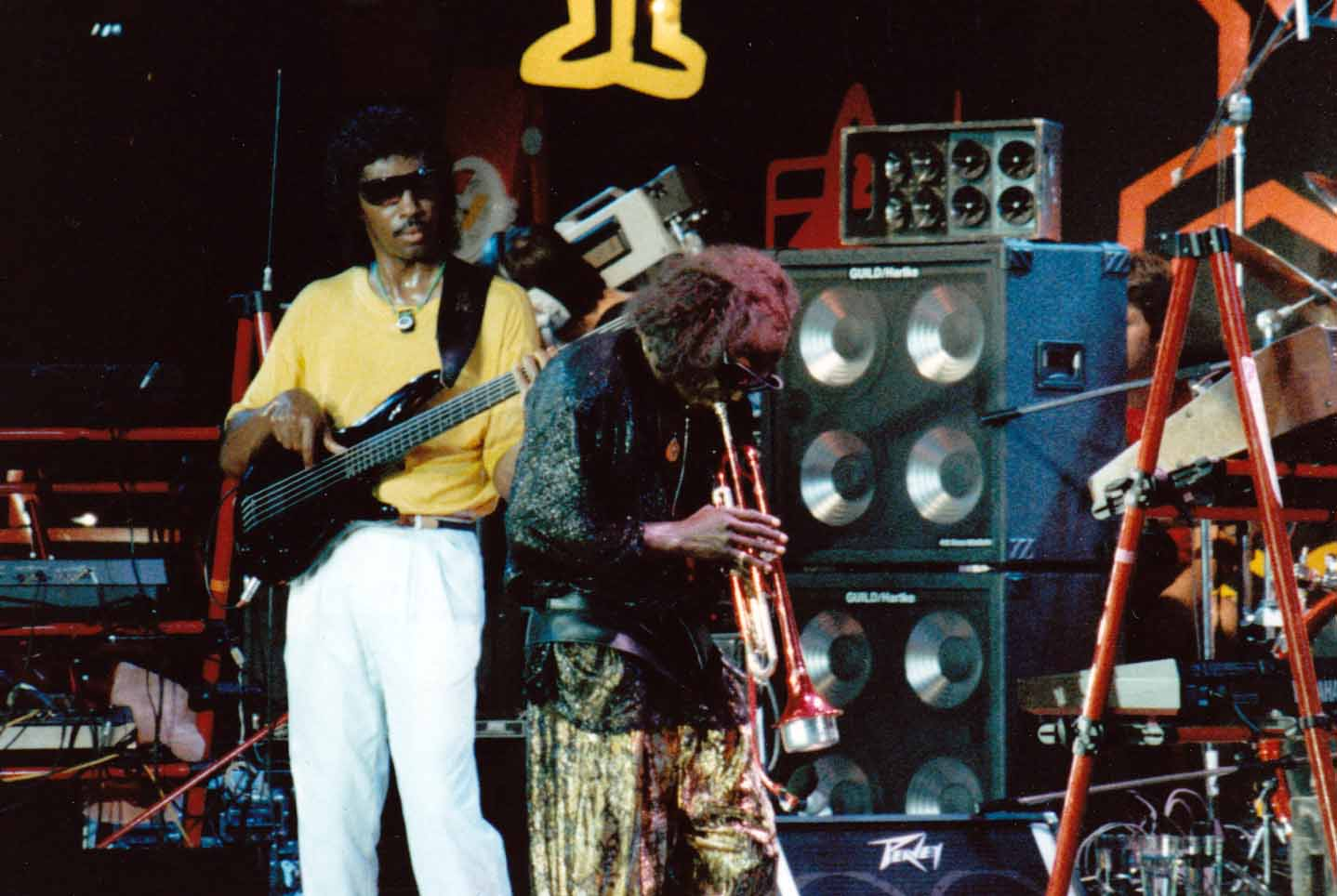
Miles Davis, ici au Montreux Jazz Festival de 1986 au Casino de Montreux, était un habitué du festival.
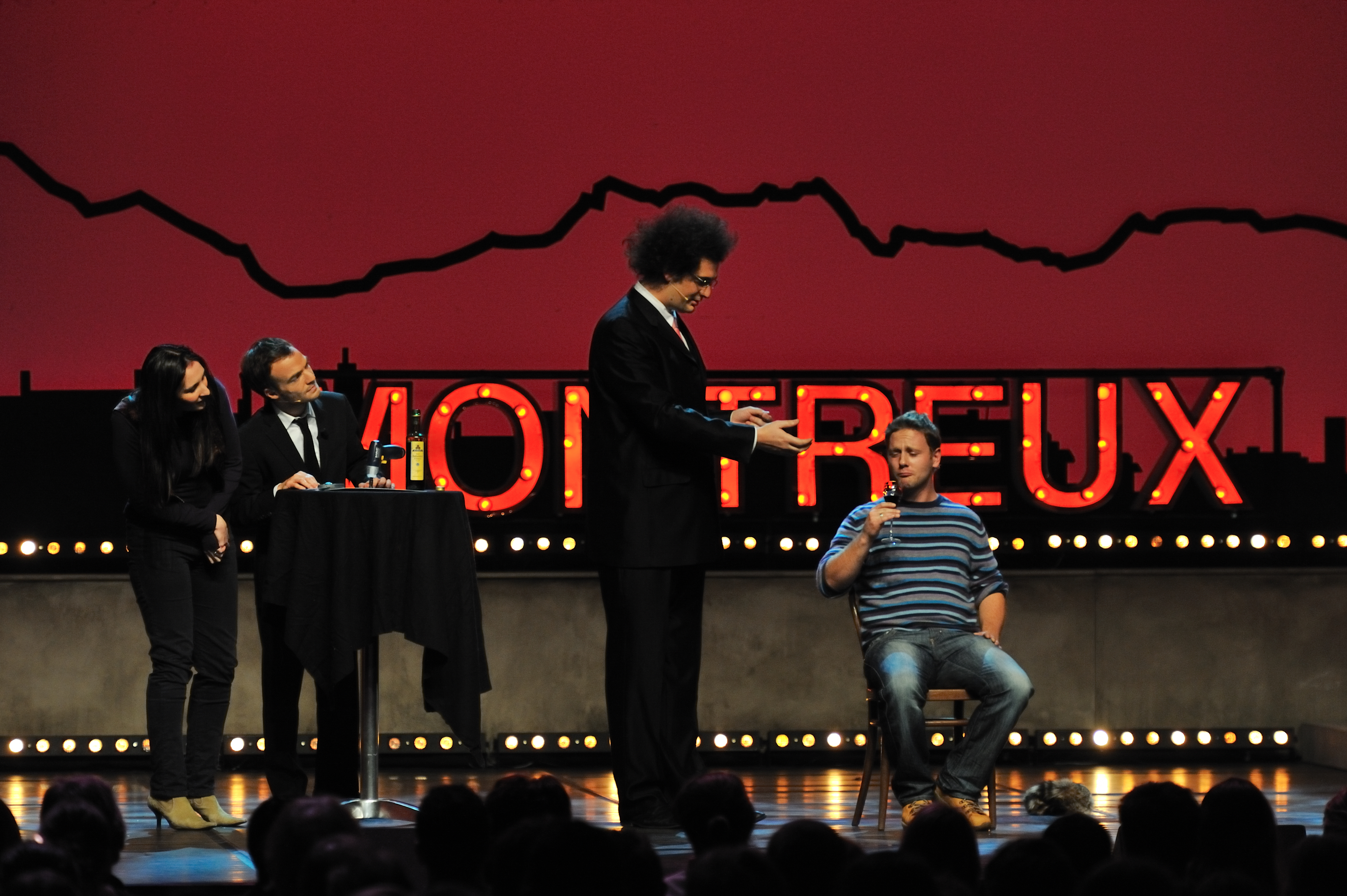
Éric Antoine en plein numéro à l’auditorium Stravinski lors de la Saison Culturelle de Montreux en 2010.
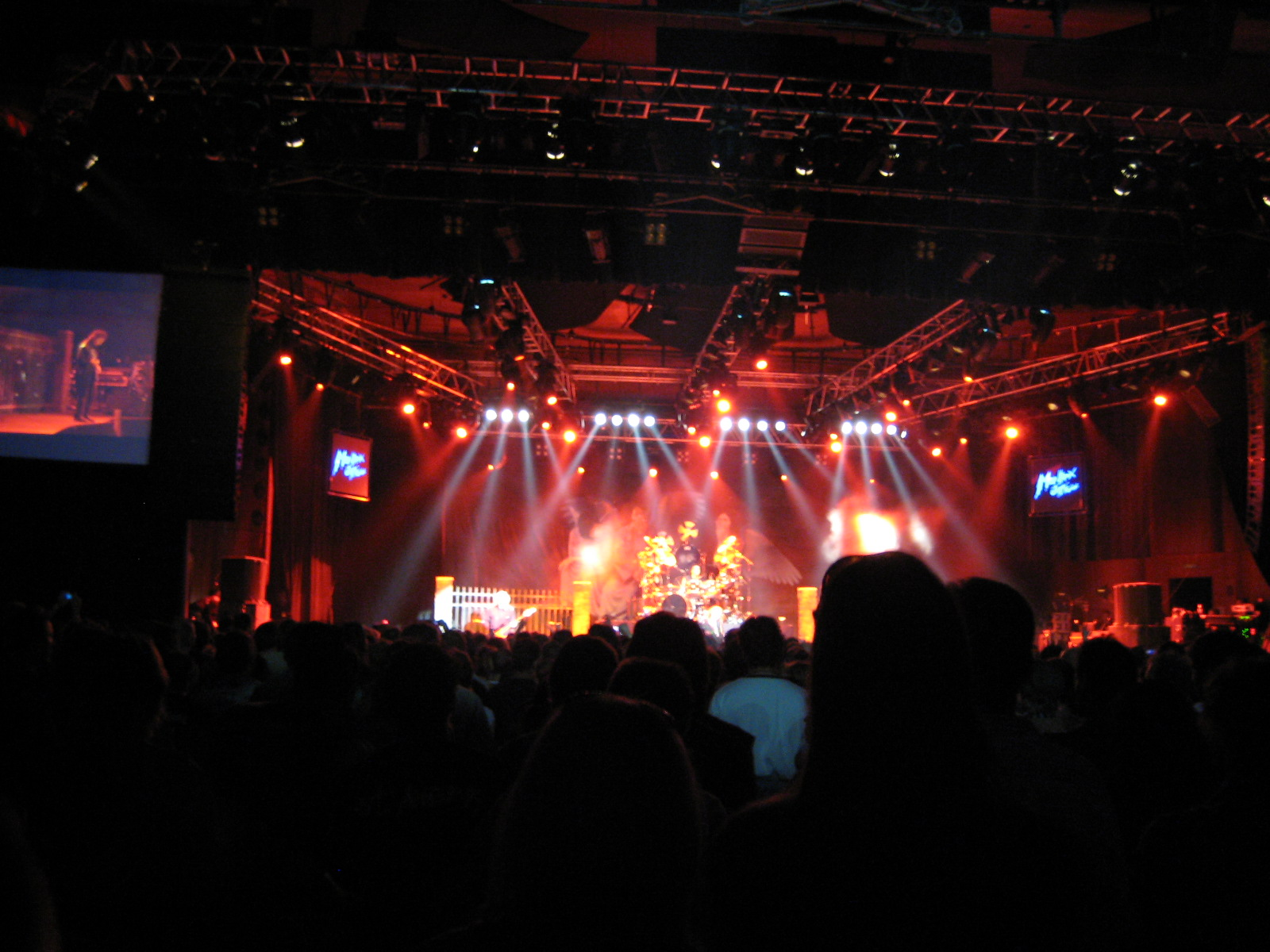
Concert au Milles Davis Hall durant le Montreux Jazz Festival de 2007.
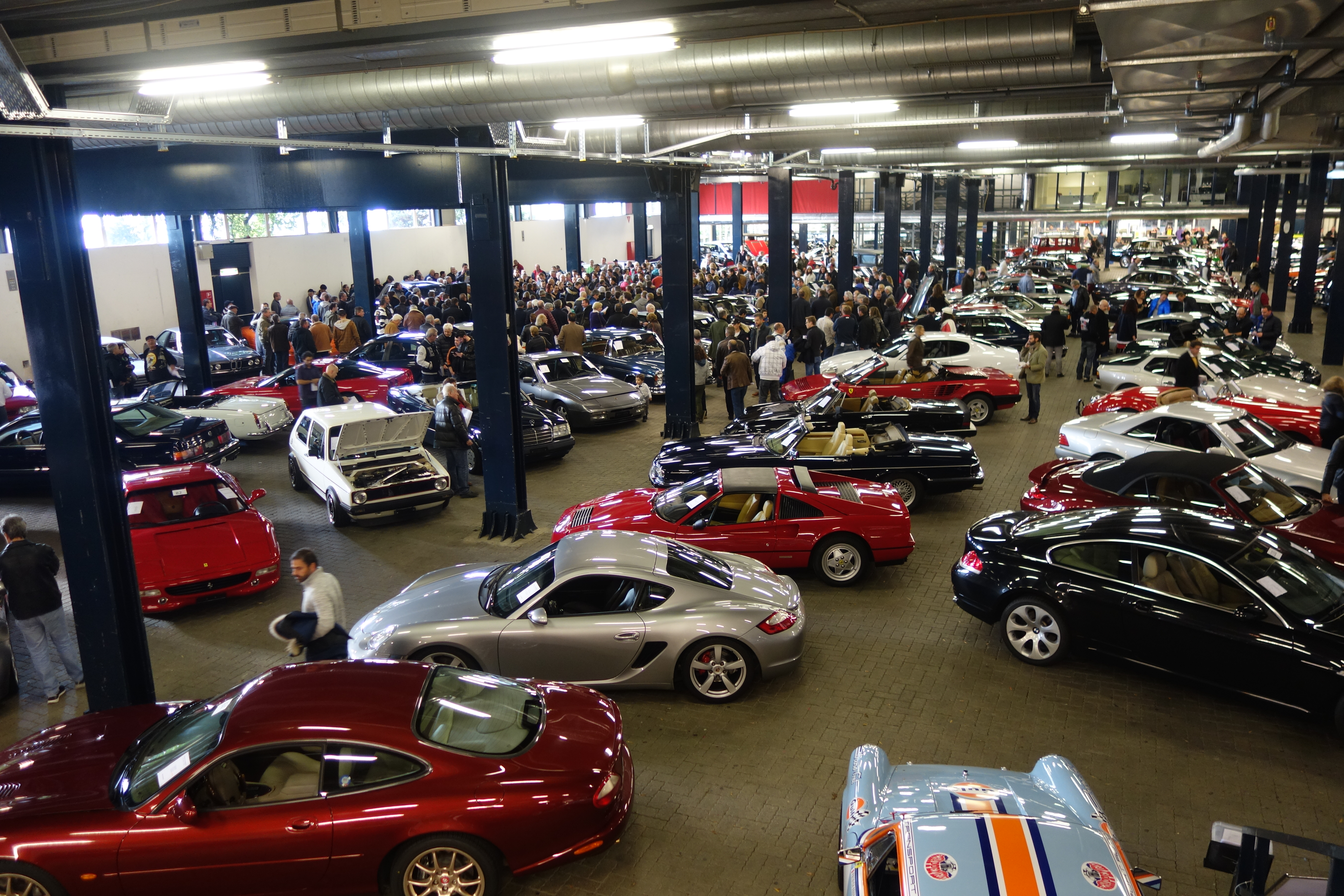
Auto-Enchères dans une halle du rez.